# Preußische T 7
Die Gruppe T 7 der Preußischen Staatseisenbahnen waren Güterzugtenderlokomotiven der Achsfolge C. Dabei handelte es sich nicht um eine Baureihe im heutigen Sinne aus exakt gleichen Maschinen.

## Geschichte
Sie gehen konstruktiv auf Berglokomotiven der Rheinischen Eisenbahn (RE) zurück, die wenig verändert auch von der Oberschlesischen Eisenbahn (OSE), der K.Dir. Saarbrücken und der Niederschlesisch-Märkischen Eisenbahn (NME) beschafft wurden. Eine zweite, an die letztgenannte Gesellschaft 1881 gelieferte und geringfügig überarbeitete Serie bewährte sich so gut, dass ihre Konstruktion als Musterblatt III-4c in die Preußischen Normalien übernommen wurde. 1881 wurden zwei Baumuster abgeliefert, 1883 acht weitere Lokomotiven, ab 1885 wurden dann größere Stückzahlen gebaut. Die 1905 begonnene Systematisierung der Bezeichnungen fasste alle damals noch vorhandenen Lokomotiven dieser Bauart – sowohl die „normalen“ als auch die „vor-normalen“ – bei den Preußischen Bahnen in der Gruppe T 7 zusammen. So wurden alleine 65 Maschinen (z. B. 33 Stück der OSE, 14 der K.Dir. Saarbrücken, aber auch eine der Thüringischen Eisenbahn), die vor Erlass der Normalien gebaut wurden, in diese Gruppe eingereiht. Auch nach Bildung der Gruppe gelangten insgesamt weitere 28 in preußische Verwaltung, die vom Musterblatt abweichende Bauausführungen aufwiesen. Mit den 374 nach dem Musterblatt beschafften Exemplaren ergibt sich folglich die Zahl von 467 Maschinen, die von den Preußischen Staatseisenbahn als T 7 eingruppiert wurden.
Die Loks wurden hauptsächlich im schweren Verschub eingesetzt. Daher waren sie vor allem in den Industriegebieten stationiert.
Nach dem Ersten Weltkrieg kamen 28 Maschinen nach Polen. Die PKP führte sie als TKh2, von denen sich beim Überfall auf Polen 1939 keine mehr im Dienst befand. Weitere Maschinen kamen nach Belgien (1), Litauen (2), ins Saarland (3) sowie nach Danzig (3).
Ein Teil der Staatsbahnlokomotiven wurde später von der Deutschen Reichsbahn übernommen; während 1923 noch 137 T 7 als 89 7801–7937 im Umzeichnungsplan der Deutschen Reichsbahn für Länderbahnlokomotiven berücksichtigt waren, wurden 1925 nur noch 68 Exemplare als Baureihe 8978 in ihren Nummernplan eingeordnet. Bis 1931 waren aber alle dieser Maschinen ausgemustert worden.
Infolge der Wirren der Kriegs- und Nachkriegszeit sollen einige Maschinen nach Belgien und Lettland gelangt sein.
Eine weitere Maschine kam 1930 von der verstaatlichten Bremer Hafenbahn als 89 7869 zur Deutschen Reichsbahn, wurde an die Kreis Oldenburger Eisenbahn AG verkauft und kam mit dieser 1941 erneut zur Reichsbahn. Nach dem Zweiten Weltkrieg existierten nur noch einige Exemplare bei Privat- und Werksbahnen.
Nach dem Ersten Weltkrieg wurden unter anderem drei Loks an die Süddeutsche Eisenbahn-Gesellschaft (SEG) verkauft und dort als SEG 370–372 bezeichnet. Nach Übernahme der SEG-Strecke der Arnstadt-Ichtershausener Eisenbahn in die Verwaltung der Deutschen Reichsbahn 1949 bekam die SEG 372 die Nummer 89 6401. Sie stand dort bis 1956 im Dienst und wurde an die Industriebahn Erfurt verkauft, wo sie bis zu ihrer Ausmusterung 1967 blieb.
Die Centralverwaltung für Secundairbahnen Hermann Bachstein erwarb fünf Lokomotiven. Die letzte dieser Loks wurde 1947 verkauft. Fünf Lokomotiven erwarb auch die Bentheimer Eisenbahn. Die Deutsche Eisenbahn-Betriebsgesellschaft erwarb zwei Lokomotiven, von denen eine bis 1953 bei der Albtalbahn im Einsatz war, die zweite, die ebenfalls zur Albtalbahn gelangt war, wurde 1960 als letzte T 7 in der Bundesrepublik ausgemustert. Die letzte T 7 in der DDR, eine Lokomotive, die 1950 von der Arnstadt-Ichtershausener Kleinbahn zur Deutschen Reichsbahn gekommen war, da als 89 6401 eingeordnet und 1957 ausgemustert worden war, war noch bis 1963 bei der Industriebahn Erfurt im Einsatz.

## Privatbahnen
Verschiedene Privat- und Werksbahnen erhielten ebenfalls Lokomotiven dieses Typs: Breslauer-Warschauer Eisenbahn (2), Dortmund-Gronau-Enscheder Eisenbahn-Gesellschaft (3), Hessische Ludwigsbahn (2), Oberhessische Eisenbahnen (1), Aktiengesellschaft Ilseder Hütte (5), Grube Marie-Louise (1), Rheinische Stahlwerke AG (2), Gewerkschaft Schlüssel (1), Dortmund-Hörder Hüttenunion AG (2), Gewerkschaft Gladbeck (1), Steinkohlenbergwerk Zeche Werne (3) Deutsch-Luxemburgische Bergwerks- und Hütten-AG (1). Die Lok des letzten Unternehmens ist erhalten.

## Erhaltene Loks
Ein Exemplar ist in Polen, eines in Luxemburg bei Train 1900 erhalten.
Die Polnische Lok wurde von der Union (537/1890) an die KED Breslau geliefert und gelangte 1919 als TKh2-12 zur PKP. 1936 wurde sie an eine Steinkohlenzeche in Sosnowiec abgegeben. Seit 1974 wurde sie in Warszawa Główna museal erhalten, danach gelangte sie 2006 ins Eisenbahnmuseum Jaworzyna Śląska, wo sie optisch in ihren Auslieferungszustand als „Breslau 1839“ zurück versetzt wurde.
Die Luxemburger Lok war 1903 direkt von Hanomag (4018/1903) an die Deutsch-Luxemburgische Bergwerks- und Hütten-AG als Nr. 12 geliefert worden und wurde im Werk Differdingen eingesetzt. Im Jahr 1973 wurde die Maschine vom ARBED an die Association des Musée et Tourisme Ferroviaires AMTF übergeben. Nach umfangreicher Aufarbeitung ist die Lok seit 2013 wieder betriebsfähig und kommt auf der Strecke Pétange–Fond-de-Gras–Bois de Rodange zum Einsatz.

## Weitere in die Gattung Preußische T 7 eingeordnete Lokomotiven
- DEBG 1II, 17, 35 – Deutsche Eisenbahn-Betriebsgesellschaft Nummern 1II, 17, 35